# جون سافاج بولز
جون سافاج بولز (بالإنجليزية: John Savage Bolles) هو عالم إنسان ومهندس معماري أمريكي، ولد في 25 يونيو 1905 في بيركيلي في الولايات المتحدة، وتوفي في 5 مارس 1983 في سانتا روسا في الولايات المتحدة.